# Cochrane (Alberta)
Cochrane es una localidad en la provincia canadiense de Alberta. El pueblo está ubicado a una distancia de unos 18 kilómetros al oeste de la ciudad de Calgary, donde se intersecan las autopistas 1A y 22. Con una población de 17.580 (2011), Cochrane ha experimentado un auge en su crecimiento durante los pasados años.

## Historia
Cochrane fue establecido en 1881 como el Rancho de Cochrane por Matthew Henry Cochrane. Se le proclamó una aldea en 1903 y después un pueblo en 1971.

## Geografía
Cochrane está situado al pie de la "Colina Grande", o "Big Hill" por su nombre en inglés, y está localizado en el valle del Bow, a través del cual serpentea el Río Bow. Su elevación es 1.186 metros sobre el nivel del mar. Cochrane tiene una reputación por su cultura occidental y sus ranchos que se puede intuir a medida que se vaga por las calles, en particular la Main Street. El pueblo es un destino popular para disfrutar de su célebre helado, ir de compras, jugar golf, pasear en bicicleta, andar a pie por los senderos paisajísticos, ir de parapente o paragliding y muchas otras actividades.

## Población demográfica
Según el censo más actual que se realizó en el 2011, Cochrane tiene una población de 17.580 habitantes. 